# Kothur, Virajpet
Kothur là một làng thuộc tehsil Virajpet, huyện Kodagu, bang Karnataka, Ấn Độ.